# 10203 Flinders
10203 Flinders è un asteroide della fascia principale. Scoperto nel 1997, presenta un'orbita caratterizzata da un semiasse maggiore pari a 2,2026113 UA e da un'eccentricità di 0,0804430, inclinata di 4,69353° rispetto all'eclittica. Misura circa 3,6 km di diametro.
L'asteroide è dedicato a Matthew Flinders, navigatore ed esploratore britannico che ha mappato per primo le coste dell'Australia.